# 千里達及托巴哥君主
千里達及托巴哥君主曾是千里達及托巴哥國家元首的頭銜，為立憲君主，職責僅為依千里達及托巴哥總理建議任命總督，其餘作為虛位元首的職務由千里達及托巴哥總督代行。

## 歷史
千里達及托巴哥於1962年8月31日獨立。其選擇保留英國女王伊莉莎白二世為千里達及托巴哥君主，而不是成為共和國。憲法賦予伊莉莎白二世行政權，由千里達及托巴哥總督行使。雖然伊莉莎白女王仍然是國家元首，但她的代表千里達及托巴哥總督只能根據千里達及托巴哥總理的建議行事。千里達及托巴哥議會通過的法案需要總督的御准。
伊莉莎白女王於1966年2月訪問了千里達及托巴哥。
1974 年，由千里達及托巴哥首席大法官休·伍丁爵士領導的憲法改革委員會建議該國成為共和國，這符合該國普遍的輿論。1976年8月1日通過了新憲法，該國成為千里達及托巴哥共和國，總統為國家元首，但仍然是大英國協成員國。